# Capilla de San Pablo (Damasco)
La Capilla de San Pablo (en árabe:كنيسة القديس بولس) es una capilla de piedra moderna en Damasco, Siria que según la tradición incorpora materiales de la Bab Kisan, la puerta de la ciudad antigua a través de la cual Pablo fue bajado por una ventana según describe la biblia en Hechos 9:25.
En los tiempos de San Pablo, la ciudad de Damasco estaba rodeada por un muro perforado por siete puertas. Bab Kisan es la puerta en el lado sureste de Damasco y estaba dedicado a Saturno.
Parece razonable que la Bab Kisan fuese la puerta por la que San Pablo se escapó. Este distrito del sudeste de la ciudad no sólo estaba muy cerca del comienzo de la calzada romana que San Pablo habría tomado, sino que también era una parte donde, desde los primeros tiempos, los cristianos solían vivir.
La capilla fue construida entre 1922 y 1923, en tiempo del mandato francés de Siria, según el proyecto del conde Eustache de Lorey, director del Instituto francés de arqueología y arte islámico. Se encuentra en el interior del arco de una de las dos puertas supervivientes de la antigua muralla de Damasco.